# COVID-19 у Херсонській області
Коронаві́русна хворо́ба 2019 у Херсо́нській о́бласті — розповсюдження пандемії коронавірусу територією Херсонської області.
Перший випадок появи коронавірусної хвороби було виявлено на території Херсонщини 25 березня 2020 року. Станом на 19 липня 2021 року зафіксовано 36039 випадки інфікування, 1157 осіб померло (3,2 %)

## Хронологія

### 2020
З 12 березня у Херсоні закрилися на карантин: школи, дитячі садки, театри та кінотеатри. Вищим навчальним закладам та торгово-розважальним центрам було рекомендовано припинити свою роботу.
З 17 березня у Херсоні розширили карантинні заходи. Було зачинено: торгові центри, заклади сфери послуг та заклади громадського харчування.
25 березня на Херсонщині зафіксували перший лабораторно підтверджений випадок коронавірусу. Інфікованою виявилася жінка з міста Генічеськ, котра напередодні повернулася з відпочинку з Об'єднаних Арабських Еміратів. Жінку госпіталізували до лікарні, родину пацієнтки було поміщено в режим самоізоляції, також під наглядом лікарів.
На 8 квітня в області виявлено 15 хворих та один летальний випадок, захворіли дві медпрацівниці з Голопристанського та Олешківського районів після контакту з хворими.
9 квітня місцева влада закрила найбільший у регіоні гуртовий овочевий ринок у селі Великі Копані. Це призвело до того що продавці вимушені були масово викидати свіжу городину, що швидко псується.
27 квітня у місті Олешки, а також селах Ліві Солонці Олешківського району та Малі Копані Голопристанського району на Херсонщині запроваджено карантин, населені пункти закрито на в'їзд ти виїзд.
27 квітня фермери Херсонщини заблокували автотрасу на знак протесту проти закриття продовольчих ринків, що позбавляє їх можливостей продавати вирощений у теплицях швидкопсувну сільгосппродукцію.
9 травня в області на три дні було обмежено в'їзд до Каховки, села Андріївка (Скадовський район), а також в села Гладківка (Голопристанський район).
17 червня кількість інфікованих в області 184 особи, це другий із кінця результат по Україні після Луганської області (68 особи). Більшість із інфікованих вилікувалися.
10 липня на базі відпочинку в селі Стрілкове Херсонської області було виявлено спалах COVID-19, 165 відпочивальників було ізольовано.
6 серпня в Херсонській міській лікарні стався спалах коронавірусу, через що було відмінено прийом хворих на два тижні. Вірус було виявлено у 9 людей.

### 2021
Станом на 23 березня, Херсонщина залишалась єдиною областю України в жовтій зоні карантину.

### 2022
У січні Херсонська та Сумська області було включено до «помаранчевої» зони карантину.